# Густайтис, Антанас
Анта́нас Густа́йтис (лит. Antanas Gustaitis; 26 марта 1898 — 16 октября 1941) — литовский авиаконструктор, инженер, бригадный генерал Войска литовского, командующий литовской военной авиации с 1935 года до её ликвидации в 1940 году, военный лётчик, участник войны за независимость Литвы.

## Биография

### Детство и юность
Из крестьян. Родился 26 марта 1898 года в деревне Обялине Яваравского округа Мариампольского уезда Сувалкской губернии. Родители — Казимерас и Пятронеле, урождённая Гринцявичюте были зажиточными крестьянами. Антанас был младшим ребёнком в семье. Кроме него у родителей были ещё три сына и две дочери. Крещён в римско-католическую веру.
Поступил учится в Мариампольскую начальную школу, обучение в которой велось на русском языке. Литовскому языку отводился лишь один урок в неделю, и некоторые учителя, для объяснения своего предмета, иногда переходили на литовский. По отзывам современников Антанас был прилежным учеником, часто помогал не только младшеклассникам, но и своим сверстникам. Одним из любимейших предметов у него была математика.
Окончив начальную школу Антанас, успешно сдав вступительные экзамены, поступил учиться в Мариампольскую мужскую гимназию, в которой уже учился его старший брат. Гимназия была классического профиля. В ней преподавали русский язык и литературу, литовский, немецкий, латинский и греческий языки, закон Божий, арифметику, алгебру, геометрию, физику, космографию, всеобщую, российскую и польскую историю и географию, природоведение. Кроме того, преподавалось рисование, гимнастика и музыка. Преподавание также велось на русском языке. Антанас отдавал предпочтение точным наукам, но и по другим предметам считался лучшим учеником в классе. В свободное время любил играть в шахматы, читать, играть на мандолине и заниматься спортом. Все учащиеся жили при гимназии.
Начавшая в 1914 году Первая мировая война изменила привычный уклад жизни Сувалкской губернии. Жителям прифронтовой полосы было приказано оставить своё хозяйство и отступить на 16 км от линии фронта. В 1915 году, с началом немецкого наступления на Восточном фронте, началась эвакуация вглубь России промышленных предприятий и государственных учреждений, а позже и учебных заведений. Мариампольская гимназия сначала была эвакуирована в Вильну, а позднее в Ярославль. Получив по 10 рублей проездных, вслед за гимназией уезжали и гимназисты. Попечительством учащихся занимались «Комитет Ея Императорского Высочества Великой Княжны Татианы Николаевны для оказания временной помощи пострадавшим от военных бедствий» и «Литовское общество по оказанию помощи пострадавшим от войны» Мартина Ичаса. 28 мая 1916 года в Ярославле Антанас Густайтис заканчивает гимназию со средним балом 4,76 по пятибалльной системе.
Подав заявление и успешно сдав вступительные экзамены, в сентябре 1916 года Густайтис поступает учиться в петроградский Институт инженеров путей сообщения Императора Александра I. Окончив первый курс обучения он должен был быть сразу же переведён на второй, но в 1917 году в России была объявлена мобилизация студентов 1898 года рождения в Российскую армию. Поняв, что может быть отправлен на фронт Густайтис подаёт заявления о приёме в одесское Сергеевское артиллерийское училище, а позднее и в петроградское Константиновское артиллерийское училище. Позднее, уже после своего ареста в 1941 году, Густайтис указывал, что служил в артиллерии с мая по октябрь 1917 года. После Октябрьской революции 1917 года он наконец возвращается в Литву.

### Именование
В соответствии с практикой именования литовцев в Российской империи, литовские окончания имени и фамилии человека убирались, добавлялось отчество. Вследствие этого Антанас Густайтис в России был известен под разными именами. На фотографии 1916 года из студенческого личного дела он подписан как Анатолій Густаита, а в свидетельстве, полученном им после поступления в петроградский институт инженеров путей сообщения в том же 1916 году, он записан как Антоній Казиміровичъ Густайтисъ.

### Военная карьера
16 февраля 1918 года Литва провозгласила свою независимость как Литовская Республика. Из добровольцев началось формирование Войска литовского — вооружённых сил независимой Литвы. 15 марта 1919 года Антанас Густайтис записался добровольцем в Войско литовское, и изъявив желание стать военным лётчиком был направлен в недавно созданное Военное авиационное училище в Каунасе, где тогда преподавали немецкие инструкторы — лётчики Первой мировой войны. 16 декабря 1919 года он окончил училище с первым выпуском из 34 лётчиков, с присвоением воинского звания лейтенанта инженерии, и направлен в Авиационную часть. 18 января 1920 года был назначен помощником командира учебного взвода, а 16 апреля того же года приступил к учебным полётам в составе 1-й воздушной эскадрильи ВВС Литвы в качестве курсанта-лётчика.
С 1918 по 1920 год Литва вела боевые действия на трёх фронтах. Её противниками были Советская Россия, желавшая установить в Литве советскую власть, Польская Республика, стремившаяся к восстановлению государства «от моря до моря», неотъемлемой частью которого должна была быть и Литва, и Русская Западная добровольческая армия генерала П. Бермондта-Авалова, намеревавшаяся установить собственную власть в Прибалтике. Набирала свои обороты и воздушная война. С 18 июля по 21 ноября 1920 года курсант-лётчик Антанас Густайтис участвует в боевых действиях на польском фронте, совершает боевые вылеты, проводя воздушную разведку и бомбардировку позиций противника.
Польско-литовская война 1920 года завершилась победой Польши. Намного превосходя Литву в живой силе и технике, имея больше материальных ресурсов и получая специальную помощь от стран Антанты, особенно Франции, Войско польское практически полностью выполнило все поставленные перед ним задачи, по занятию Виленского края и включению его в состав Польши.
1 марта 1921 года Антанас Густайтис направлен во 2-ю воздушную эскадрилью на должность военного лётчика, а 4 июля 1922 года, после окончания курсов высшего пилотажа ему присваивается звание военного лётчика, с направлением для прохождения дальнейшей службы в 1-ю воздушную эскадрилью. 30 марта 1923 года ему присваивается воинское звание старшего лейтенанта.
22 сентября 1925 года направлен на учёбу во Францию, где обучался в Высшей школе аэронавтики и механических конструкций. 16 февраля 1926 года получает воинское звание капитана, 31 августа 1926 года назначается помощником начальника Литовской военной авиации по техническим и строевым вопросам, с 10 октября 1928 года — начальник штаба военной авиации. 23 ноября 1928 года произведён в майоры. 11 апреля 1929 года назначен начальником парка военной авиации, к которому были причислены и Мастерские военной авиации. 23 ноября 1930 года произведён в подполковники. 13 октября 1932 года назначается начальником технического отдела военной авиации, а 9 мая 1934 года — исполняющим обязанности начальника военной авиации Литвы.

лётчик Густайтис на аэродроме около самолётов

С 25 июня по 19 июля 1934 года звено из трёх самолётов ANBO-IV, конструкции Густайтиса, во главе с самим конструктором, совершило перелёт вокруг Европы с посещением 12 европейских столиц.
23 ноября 1934 года произведён в полковники, а 14 февраля 1935 года назначается начальником Литовской военной авиации. На этом посту он будет находиться до момента ликвидации Войска Литовского и его военно-воздушных сил, и, по иронии судьбы, будет руководить назначенной советским руководством ликвидационной комиссией.
23 ноября 1937 года Антанас Густайтис получает воинское звание бригадного генерала. С 13 июня 1939 года — председатель совета старейшин Дома офицеров Литвы.
10 октября 1939 года был подписан «Договор о передаче Литовской республике города Вильно и Виленской области и о взаимопомощи между Советским Союзом и Литвой» сроком на 15 лет, предусматривавший ввод в Литву 20-тысячного контингента советских войск, а 14 июня 1940 года советское правительство предъявило Литве ультиматум, требуя привести к власти в Литве дружественное СССР правительство, и допустить на территорию Литвы дополнительный контингент советских войск. Ультиматум был принят. Новое правительство назначило внеочередные парламентские выборы, на которых победу одержал «Союз трудового народа», провозгласивший Литву «Советской Социалистической Республикой», и уже 3 августа 1940 года Литва было принята в состав СССР. Литовские вооружённые силы и военизированные организации ликвидировались. Из частей Войска Литовского формировался 29-й стрелковый территориальный корпус, вошедший в состав Прибалтийского военного округа РККА. 29-й корпусной авиаотряд имел на вооружении несколько самолётов бывших литовских ВВС. Всё остальное подлежало ликвидации.
27 августа 1940 года Антанас Густайтис назначен председателем комиссии по ликвидации Литовской военной авиации, а 31 декабря 1940 года, после подписания акта ликвидационной комиссии, уволен из вооружённых сил. Какое-то время преподавал в каунасском Университете Витаутаса Великого, являясь доцентом этого университета.

### Авиаконструктор
С 1925 года начинается карьера Густайтиса как авиаконструктора. Любительская попытка сконструировать летательный аппарат увенчивается успехом. 14 июля 1925 года с Каунасского аэродрома он поднимает свой самолёт в воздух, а позднее совершает на нём полёт в родную деревню, навестить родителей, и приземляется на лугу у отчего дома. Самолёт оказался надёжным и позднее был приобретён управлением ВВС Литвы для нужд литовской военной авиации, где использовался в качестве учебного до 1930 года, а в 1935 году передан Военному музею Литвы, где хранится и в настоящее время. Вслед за успехом своей первой конструкции, 22 сентября 1925 года Антанас Густайтис направляется на учёбу во Францию в Парижскую Высшую школу воздухоплавания и механических конструкций.
10 ноября 1927 года поднимает в воздух второй самолёт своей конструкции — ANBO-II. Спроектированный как учебный, этот самолёт был экономичнее использовавшихся в то время в ВВС Литвы немецких самолётов времён Первой мировой войны, и, хотя и имел менее мощный двигатель, но превосходил их в скорости и маневренности. Самолёт использовался в военной авиации до 1931 года, после чего был реконструирован и передан аэроклубу. 26 августа 1934 года, совершая акробатический полёт, самолёт разбился, лётчик погиб.
23 июля 1928 года завершает обучение во Франции и становится дипломированным инженером авиации и механических конструкций.
Получив диплом инженера, Густайтис уже профессионально продолжает конструкторскую деятельность. В августе 1929 года свой первый полёт совершает его новый самолёт ANBO-III, которому будет суждено стать первым литовским серийным самолётом. Кроме прототипа, в Мастерских военной авиации с 1930 по 1931 год были построены две серии по 4 самолёта. В ВВС Литвы самолёт применялся в качестве учебного, разведывательного, а также для буксировки воздушных мишеней.
В 1931 году Густайтис начинает работать над полноценным военным самолётом для ВВС Литвы, концепцию которого он обдумал ещё обучаясь в Париже. 14 июля 1932 года первый прототип ближнего разведчика и лёгкого бомбардировщика ANBO-IV был успешно опробован. Самолёт был двухместным, имел 2 курсовых и 2 турельных пулемёта и мог брать до 144 кг бомб на внешней подвеске. На лучший самолёт данного типа, для ВВС Литвы, был объявлен конкурс, в котором кроме ANBO-IV приняли участие чехословацкий Letov Š-228 и британские Hawker Audax и Armstrong Atlas. Конкурс проводился заочно. На нём оценивались не сами самолёты, а их техническая документация, тактические характеристики, а также стоимость. ANBO-IV был не только дешевле, но и превосходил своих соперников в горизонтальной скорости, а также имел ряд других тактических преимуществ. В связи с этим оценочная комиссия решила отдать предпочтение отечественному самолёту. Выиграв конкурс Министерства охраны края, самолёт был запущен в серию. Кроме прототипа, с 1934 по 1935 год были построены две серии по 7 самолётов. С июня по июль 1934 года звено из трёх самолётов ANBO-IV совершило 9000 км перелёт вокруг Европы, посетив 12 государств. Самолёты данного типа использовались в ВВС Литвы до 1940 года.
Также в 1931 году, 19 мая Густайтис испытывает первый прототип нового учебного самолёта ANBO-V. Самолёт был запущен в серию и с 1931 до середины 1932 года, кроме прототипа, были построены ещё 4 самолёта.
Как дальнейшее развитие самолёта ANBO-III в 1933 году был создан ANBO-VI, совершивший первый полёт 6 июля 1933 года. Как и его предшественник, самолёт предназначался для обучения лётчиков, а также использовался как связной самолёт и буксировщик воздушных мишеней. В Мастерских военной авиации с 1933 по 1934 год было построено 4 самолёта этого типа.
В 1933 году по просьбе литовского аэроклуба был спроектирован двухместный спортивный самолёт ANBO-VII. Началась его постройка в Мастерских военной авиации, однако проект так и не был закончен. Это единственный незавершённый проект Антанаса Густайтиса.
В 1936 году на самолёт ANBO-IV № 70 был установлен более мощный двигатель и трёхлопастный пропеллер конструкции Густайтиса, усовершенствована конструкция. Этот самолёт стал первым прототипом нового самолёта, запущенного в серию как ANBO-41. В 1937 году построена первая серия из 9 самолётов. В 1939 году — вторая серия из 10, с более мощным двигателем. ANBO-41 стал основным разведывательным самолётом ВВС Литвы, а после вхождения в состав СССР также использовался ВВС РККА в 29 корпусном авиаотряде, и ВВС Германии, в которых на них летали латышские добровольцы.

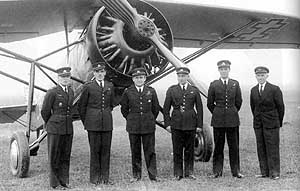
Густайтис (второй слева) около сконструированного им самолёта ANBO-51

Дальнейшим развитием ANBO-V был самолёт ANBO-51. 11 августа 1936 года был испытан первый прототип, а всего с 1936 по 1938 год было построено 10 самолётов. Как и ANBO-V самолёт ANBO-51 использовался в ВВС Литвы в качестве учебного, для начальной лётной подготовки.
Последним, к сожалению не реализованным проектом, был одномоторный двухместный лёгкий бомбардировщик ANBO-VIII, постройка которого началась 5 мая 1938 года. Была в разгаре Гражданская война в Испании, показавшая все преимущества современной тактической бомбардировочной и штурмовой авиации. Вполне современными лёгкими и средними бомбардировщиками также располагал и естественный противник Литвы — Польша, в то время как авиапарк бомбардировочной группы ВВС Литвы остро нуждался в более современных самолётах. Поскольку закупка их за рубежом не представлялось возможной, хотя бы уже по экономическим причинам, было принято решение обновить литовскую бомбардировочную авиацию собственными силами. 5 сентября 1939 года прототип нового лёгкого бомбардировщика, пилотируемый самим Густайтисом, совершил свой первый полёт. Вслед за этим последовали дальнейшие испытания, по завершении которых специально назначенная оценочная комиссия пришла к выводу, что самолёт пригоден к использованию в ВВС Литвы в качестве лёгкого бомбардировщика и штурмовика. ANBO-VIII собирались строить беспрецедентной для Литвы серией в 60 самолётов, однако начавшаяся 1 сентября 1939 года Вторая мировая война нарушила поставки авиационных двигателей и прочих материалов.
На 1 января 1940 года самолёты конструкции Густайтиса составляли примерно половину всего авиапарка ВВС Литвы.

### Семья
Женат с 1927 года, имел троих дочерей. Жена Бро́не, урождённая Александравичюте. Дочери: Юра́те (1929), Ра́са (1934), Эля́на (1940). Перед попыткой побега Густайтис отправил семью в деревню к родственникам, где они прожили вплоть до 1944 года, когда покинули Литву вместе с отступающим Вермахтом.

### Увлечения
С юности увлекался музыкой, шахматами. В 1922 году Антанас Густайтис стал чемпионом на любительском чемпионате Литвы по шахматам. Владел несколькими иностранными языками. Занимался общественной деятельностью. Являлся одним из основателей Литовского аэроклуба, образованного в 1927 году, а позднее — его вице-председателем. Пропагандировал юношеский планеризм, создавая для него все необходимые условия. Заслуги Густайтиса были отмечены наградами литовских общественно-патриотических организаций — Союзом стрелков и Союзом скаутов Литвы.

### Арест и казнь
В начале 1941 года Антанас Густайтис оформляет документы для выезда своей семьи в Германию, а затем планирует выехать и сам. 6 марта 1941 года пытался перейти советско-германскую границу, однако был задержан после нескольких предупредительных выстрелов. Согласно тексту постановления на арест, при обыске у Густайтиса были обнаружены материалы о численности и дислокации самолётов ВВС РККА. 7 мая 1941 года приказом народного комиссара государственной безопасности В. Меркулова специальным конвоем отправлен в Москву, содержался на Лубянке. 7 июля 1941 года на закрытом заседании военной коллегии Верховного суда СССР приговорён к смертной казни. 16 октября 1941 года расстрелян в Бутырской тюрьме.

## Самолёты конструкции Густайтиса
Все самолёты конструкции Густайтиса произведены в Каунасе, в Мастерских военной авиации (лит. Karo Aviacijos Dirbtuvės (KAD); транслит. Ка́ро Авиа́цийос Ди́рбтувес) и являются монопланами. Аббревиатура «ANBO» (рус. АНБО) состоит из первых букв фразы «Антанас Хочет Быть в Воздухе» (лит. Antanas Nori Būti Ore; транслит. Анта́нас Но́ри Бу́ти Оря́).
| Наименование | Назначение                                   | Конструктивная схема | Первый полёт | Всего построено            | Статус               |
| ------------ | -------------------------------------------- | -------------------- | ------------ | -------------------------- | -------------------- |
| ANBO-I       | учебный                                      | моноплан             | 1925         | 1                          | принят на вооружение |
| ANBO-II      | учебный                                      | моноплан             | 1927         | 1                          | принят на вооружение |
| ANBO-III     | учебный разведывательный буксировщик мишеней | моноплан             | 1929         | 9                          | принят на вооружение |
| ANBO-IV      | ближний разведчик лёгкий бомбардировщик      | моноплан             | 1932         | 14                         | принят на вооружение |
| ANBO-V       | учебный                                      | моноплан             | 1931         | 5                          | принят на вооружение |
| ANBO-VI      | учебный связной буксировщик мишеней          | моноплан             | 1933         | 4                          | принят на вооружение |
| ANBO-VII     | спортивный                                   | моноплан             | не летал     | 0 (незаконченный прототип) | проект 1933 года     |
| ANBO-VIII    | лёгкий бомбардировщик штурмовик              | моноплан             | 1939         | 1                          | первый прототип      |
| ANBO-41      | разведывательный                             | моноплан             | 1937         | 19                         | принят на вооружение |
| ANBO-51      | учебный                                      | моноплан             | 1936         | 10                         | принят на вооружение |

## Награды
- Орден Креста Погони III-й степени (1927)[5]
- Орден Витаутаса Великого III-й степени (1939)[5]
- Орден Витаутаса Великого IV-й степени (1930)[5]
- Орден Великого князя Литовского Гядиминаса III-й степени (1934)[5]
- Медаль Независимости Литвы (1928)[5]
- Почётный знак «Стальные крылья» (1932), Министерство охраны края Литвы[5]
- Звезда Стрелков (1939), Союз стрелков Литвы[5]
- Орден Свастики (1935), Союз скаутов Литвы[5]
- Орден Белого льва IV-й степени, с мечами (1935)[5]
- Почётный знак военного лётчика-пилота (1927)[5], Министерство обороны Чехословакии
- Почётный знак военного лётчика (1933)[5], Министерство обороны Эстонии,
- Орден Итальянской короны III-й степени (1934)[5]
- Орден Итальянской короны IV-й степени (1930)[5]
- Орден Трёх звёзд II-й степени (1938)[5]
- Медаль 10-ти летия войны за независимость Латвии (1929)[5]
- Крест Заслуг айзсаргов (1939)[5], Айзсарги Латвии,
- Почётный знак авиационнаго полка (1933)[5], Министерство обороны Латвии,
- Орден Почётного легиона IV-й степени (1935)[5]
- Специальный знак военного лётчика (1934)[5], Министерство обороны франции,
- Орден Вазы III-й степени (1935)[5]